# Four Walls
Four Walls è un singolo del gruppo musicale britannico Massive Attack e Burial, pubblicato nel 2011.

## Il disco
Si tratta di un maxi-singolo, pubblicato in formato 12". Il disco consiste dei remix di Burial della traccia inedita dei Massive Attack Four Walls e del brano Paradise Circus, già pubblicato come singolo promozionale e contenuto nell'album Heligoland. Entrambe le tracce sono state scritte e incise con il contributo di Hope Sandoval, cantautrice e membro dei Mazzy Star.
È stato pubblicato in edizione limitata a 1 000 copie, tutte vendute durante primo giorno di pre-ordine.

## Tracce
1. Four Walls – 11:57
2. Paradise Circus – 12:32

## Formazione
- Robert Del Naja - tastiere, programmazione
- Grant Marshall - voce
- Burial - remix
- Hope Sandoval - voce
- Jason Goz - masterizzazione